# شال کشمیری

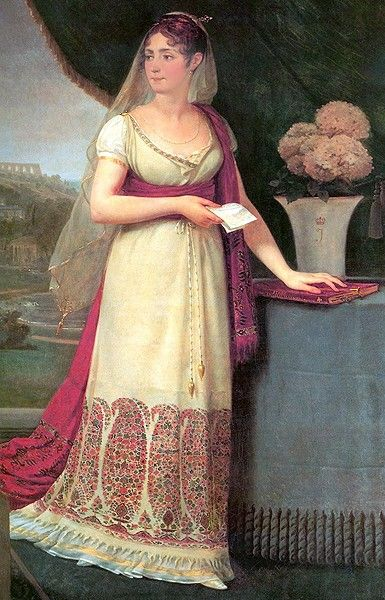
ژوزفین بوهارنه، همسر اول ناپلئون بناپارت با شال کشمیری

شال کشمیری نوعی شال است که معمولاً از شاهتوش و پشمینه بافته می‌شود. این شال به دلیل لطافت، سبکی و طرح بته‌جقه بر روی آن مورد توجه بوده‌است و در قرون گذشته لباسی تجملاتی به‌شمار می‌رفته، به گونه‌ای که شاهان ایران و مغولان هند درباریان خود را با اهدای شال کشمیری مفتخر می‌کردند. در قرن ۱۸ به اروپا راه یافت و با پوشیده‌شدن آن توسط افرادی چون ژوزفین بوهارنه و ملکه ویکتوریا به نشانه‌ای از تعلق افراد به طبقه سلطنتی تبدیل شد.